# Drancy

Położenie Drancy w ramach aglomeracji paryskiej

Drancy (wymowaⓘ) – miejscowość i gmina we Francji, w regionie Île-de-France, w departamencie Sekwana-Saint-Denis.
Według danych na rok 1990 gminę zamieszkiwało 60 707 osób, a gęstość zaludnienia wynosiła 7823 osób/km² (wśród 1287 gmin regionu Île-de-France Drancy plasuje się na 19. miejscu pod względem liczby ludności, natomiast pod względem powierzchni na miejscu 506.).
Podczas II wojny światowej w Drancy istniał obóz przejściowy przeznaczony dla Żydów, stąd wywożonych do obozów zagłady (głównie Auschwitz-Birkenau). Drancy jest jedynym miejscem we Francji, które instytut Jad Waszem umieścił na liście najważniejszych miejsc związanych z eksterminacją Żydów.